# Louisville, Alabama
Louisville là một thị trấn thuộc quận Barbour, tiểu bang Alabama, Hoa Kỳ. Dân số năm 2009 là 572 người, mật độ đạt 80 người/km².